# AACTA International Awards 2022
La 11ª edizione della cerimonia degli AACTA International Awards si è tenuta il 26 gennaio 2022.
Le candidature sono state annunciate il 17 dicembre 2021.

## Vincitori e candidati
Vengono di seguito indicati in grassetto i vincitori. Viene indicato il titolo in lingua italiana e quello in lingua originale tra parentesi.

### Cinema

#### Miglior film
- Il potere del cane (The Power of the Dog), regia di Jane Campion
- A proposito dei Ricardo (Being the Ricardos), regia di Aaron Sorkin
- Belfast, regia di Kenneth Branagh
- Dune, regia di Denis Villeneuve
- Licorice Pizza, regia di Paul Thomas Anderson
- Nitram, regia di Justin Kurzel

#### Miglior regista
- Denis Villeneuve - Dune
- Kenneth Branagh - Belfast
- Paul Thomas Anderson - Licorice Pizza
- Justin Kurzel - Nitram
- Jane Campion - Il potere del cane (The Power of the Dog)

#### Miglior attore protagonista
- Benedict Cumberbatch - Il potere del cane (The Power of the Dog)
- Caleb Landry Jones - Nitram
- Andrew Garfield - Tick, Tick... Boom!
- Will Smith - Una famiglia vincente - King Richard (King Richard)
- Denzel Washington - The Tragedy of Macbeth

#### Miglior attrice protagonista
- Nicole Kidman - A proposito dei Ricardo (Being the Ricardos)
- Penélope Cruz - Madres paralelas
- Lady Gaga - House of Gucci
- Jennifer Hudson - Respect
- Kristen Stewart - Spencer

#### Miglior attore non protagonista
- Kodi Smit-McPhee - Il potere del cane (The Power of the Dog)
- Bradley Cooper - Licorice Pizza
- Jamie Dornan - Belfast
- Ciarán Hinds - Belfast
- Al Pacino - House of Gucci

#### Miglior attrice non protagonista
- Judi Dench - Belfast
- Caitríona Balfe - Belfast
- Cate Blanchett - Don't Look Up
- Kirsten Dunst - Il potere del cane (The Power of the Dog)
- Sally Hawkins - Spencer

#### Miglior sceneggiatura
- Aaron Sorkin - A proposito dei Ricardo (Being the Ricardos)
- Kenneth Branagh - Belfast
- Paul Thomas Anderson - Licorice Pizza
- Shaun Grant - Nitram
- Jane Campion - Il potere del cane (The Power of the Dog)

### Televisione

#### Migliore serie commedia
- The White Lotus
- Hacks
- Sex Education
- Ted Lasso
- The Great
- Il metodo Kominsky (The Kominsky Method)

#### Migliore serie drammatica
- Succession
- Maid
- Omicidio a Easttown (Mare of Easttown)
- Nine Perfect Strangers
- Squid Game
- The Handmaid's Tale

#### Miglior attore in una serie
- Murray Bartlett - The White Lotus
- Lee Jung-jae - Squid Game
- Ewan McGregor - Halston
- Jeremy Strong - Succession
- Jason Sudeikis - Ted Lasso

#### Miglior attrice in una serie
- Kate Winslet - Omicidio a Easttown (Mare of Easttown)
- Jennifer Coolidge - The White Lotus
- Nicole Kidman - Nine Perfect Strangers
- Jean Smart - Hacks
- Sarah Snook - Succession